# Alexandra Popp
Alexandra Popp (Witten, 6 d'abril de 1991) és una futbolista internacional amb Alemanya que juga com a davantera al Wolfsburg, de la Bundesliga. Va ser nomenada millor jugadora alemanya del 2014.

## Trajectòria
| Temporades      | Club                 | Títols                                    | Selecció (fass finals)                                                                                          |
| --------------- | -------------------- | ----------------------------------------- | --- |
| 07/08           | 1.FFC Recklinghausen |                                           | Eurocopa sub-17 2008 (campió)                                                                                   |
| 08/09 - 11/12 0 | FCR Duisburg 0       | 1 Lliga de Campions, 2 Copes 0            | Mundial sub-17 2008 (3r lloc) Eurocopa sub-19 2009 (1a fase) Mundial sub-20 2010 (campió) Mundial 2011 (campió) |
| 12/13 - act.    | VfL Wolfsburg        | 2 Lligues de Campions, 2 Lligues, 3 Copes | Mundial 2015 (4t lloc)                                                                                          |